# Уэлькаль
Уэлька́ль — эскимосское национальное село в Иультинском районе Чукотского автономного округа России.

## Происхождение названия
По одной из версий, название «Уэлькаль» произошло от чук. Валӄалԓьан «имеющий челюсти» (от вэлӄыл/валӄыл «китовые челюсти» + суффикс -ԓьан), адаптированные варианты — эским. Валъӄалыӄ и русское Уэлькаль.

## Географическое положение
Село расположено на косе южнее мыса Аннюалькаль у входа в залив Креста Берингова моря. Расстояние до районного центра Эгвекинот составляет 100 км, до города окружного значения Анадыря — 174 км. Село является самым западным поселением в России в западном полушарии Земли и самым западным эскимосским поселением в мире.

## История
Село было основано 14 июля 1922 года эскимосскими переселенцами с мыса Чаплина (село Уназик).
Первые семьи прибыли в Уэлькаль на байдарах, и первые несколько лет жили в землянках из дёрна, покрытых моржовыми шкурами. Семьи представляли пять родов: Армарамыт, Лякогмит, Санигмильнут, Сигунпагыт, Пагалит.
В годы Второй мировой войны через Уэлькаль проходила воздушная трасса Алсиб, по которой перегонялись самолёты, приобретённые СССР по ленд-лизу.
До начала 2000-х годов вблизи села действовала промежуточная тропосферная радиорелейная станция № 20/103, входящая в состав линии связи «Север» (позывной — «Казань»).
9 июля в 2022 году отпраздновали 100-летие со дня образования села.

## Население
| 2002 | 2009 | 2010 | 2011 | 2012 | 2013 | 2014 |
| ---- | ---- | ---- | ---- | ---- | ---- | ---- |
| 243  | ↘240 | ↗243 | ↘240 | ↘226 | ↘211 | ↘210 |
| 2015 | 2019 | 2021 |      |      |      |      |
| ↘208 | ↘182 | ↘142 |      |      |      |      |

Национальный состав
Представителей коренных народов — 202 человека из 258 жителей (2002 год).

## Экономика и социальная инфраструктура
Морской зверобойный промысел — основное занятие местных жителей, объединённых в составе «Территориально-соседская община малочисленных народов Севера „Анкальыт“ („Морской народ“)». Охота ведётся на нерпу, моржа, кита.
Ранее было развито клеточное звероводство, разводился голубой песец, действовала пошивочная мастерская. Сейчас всё пришло в упадок.
В селе находятся средняя школа, детский сад, фельдшерско-акушерский пункт с аптекой, дом культуры с библиотекой и читальным залом, узел связи, продуктовый магазин, пекарня.
Улицы села: Вальгиргина, Набережная, Тундровая, Центральная.

## Культура
В сельском клубе созданы народный чукотско-эскимосский ансамбль «Имля» (с эскимосского — «Детёныш нерпы»), молодёжные группы «Киягнык» («Жизнь») и «Авсинахак» (с эскимосского — «Евражки»).

## Экология
За многие годы существования воинских частей вокруг населённого пункта образовалось скопление очень большого количества металлолома, бочкотары и строительного мусора, приведшего к значительному ущербу местной флоре — уничтожению ягодных и грибных участков.

## Достопримечательности
В окрестностях села сохранился военный аэродром и захоронения погибших лётчиков; установлен мемориальный обелиск, за которыми ухаживают учащиеся школы.
Близ посёлка были найдены остатки древних эскимосских жилищ.
В августе 2022 года в селе Уэлькаль установили памятник погибшим лётчикам в честь 80-летия исторической воздушной трассы «Аляска-Сибирь». Торжественная церемония прошла 5 августа. В ней приняли участие губернатор Чукотского автономного округа Роман Копин, представители администрации городского округа Эгвекинот, Русского географического общества, регионального отделения «Бессмертный полк», общественники и жители села Уэлькаль.